# Сульфат празеодима(III)-аммония
Сульфат празеодима(III)-аммония — неорганическое соединение, 
двойная соль празеодима, аммония и серной кислоты
с формулой Pr2(SO4)3•(NH4)2SO4,
кристаллы,
слабо растворяется в воде,
образует кристаллогидраты.

## Получение
- Выпаривание смеси растворов сульфатов празеодима и аммония[1]:

{\displaystyle {\mathsf {Pr_{2}(SO_{4})_{3}+(NH_{4})_{2}SO_{4}+8H_{2}O\ {\xrightarrow {}}\ Pr_{2}(SO_{4})_{3}\cdot (NH_{4})_{2}SO_{4}\cdot 8H_{2}O}}}

## Физические свойства
Сульфат празеодима(III)-аммония образует кристаллы.
Слабо растворяется в воде.
Образует кристаллогидрат состава Pr2(SO4)3•(NH4)2SO4•8H2O.

## Химические свойства
- Безводную соль получают сушкой кристаллогидрата:

{\displaystyle {\mathsf {Pr_{2}(SO_{4})_{3}\cdot (NH_{4})_{2}SO_{4}\cdot 8H_{2}O\ {\xrightarrow {170^{o}C}}\ Pr_{2}(SO_{4})_{3}\cdot (NH_{4})_{2}SO_{4}+8H_{2}O}}}

## Применение
- Электрод в твёрдотельных датчиках газообразного аммиака[2][1].